# What on Earth!
What on Earth, noto anche sotto il titolo francese La Terre est habitée! , è un cortometraggio d'animazione del 1967, diretto da Les Drew e Kaj Pindal.
Il film ironizza sulla cultura dell'automobile venutasi a instaurare negli anni nella società, e di come i marziani osservando la vita sulla Terra, scambino le auto per i veri abitanti del pianeta, e gli umani, parassiti che le affliggono. Presentato come un falso documentario, nei titoli d'apertura la NBC ha rinominato umoristicamente il proprio nome in "National Film Board of Mars".
Si candidò alla 40ª edizione della cerimonia di premiazione degli Oscar  all'interno della categoria miglior cortometraggio d'animazione, nella quale concorse insieme Hypothèse Beta di Jean-Charles Meunier e The Box di Fred Wolf, poi andata proprio a quest'ultimo.